# Jordan Knight (Album)
Jordan Knight ist das erste Soloalbum des amerikanischen Sängers Jordan Knight (bekannt durch die New Kids on the Block). Der erste Titel auf dem Album, Give It to You, wurde im Februar 1999 als Single veröffentlicht. Im Juli 1999 folgte I Could Never Take the Place of Your Man.

## Titelliste
1. Give It to You (Terry Lewis / James Harris / Jordan Knight / Robin Thicke) 4:49
2. A Different Party (Lewis / Harris / Knight / R. Thicke) 4:47
3. Change My Ways (Bobby Keyes / R. Thicke) 4:43
4. I Could Never Take the Place of Your Man (Prince) 4:05
5. Finally Finding Out (Armand Sabaiecco / Knight / Keyes / R. Thicke) 4:04
6. Broken by You (Lewis / Harris) 4:22
7. Don’t Run (Knight / R. Thicke) 4:46
8. Separate Ways (Brendan Thicke / Knight / Alan Thicke / R. Thicke) 4:29
9. Close My Eyes (Lewis / Harris / Knight / R. Thicke) 4:14
10. When You’re Lonely (Stevie Bensusen / Knight) 4:45
11. Give It to You [95 South Remix] (Lewis / Harris / Knight / R. Thicke) 5:12
12. Can I Come Over Tonight (R. Thicke) 4:25

## Besetzung
- Jordan Knight – Gesang, Keyboards
- Bobby Keyes – Akustikgitarre, E-Gitarre, Bass, Sitar
- Robin Thicke – Schlagzeugprogrammierung, Keyboards
- Armand Sabal-Lecco – Bass
- Scott Kennedy – Bass
- Mike Scott – Gitarre
- Tyrone Chase – Gitarre
- Brion James – Gitarre, Sitar
- Pro J – Schlagzeugprogrammierung, Keyboards
- Alex Richbourg – Schlagzeugprogrammierung
- DJ Nasty – Schlagzeugprogrammierung

## Rezeption
Stephen Thomas Erlewine von Allmusic schreibt in der Rezension des Albums, Knight habe es als Leadsänger der New Kids on the Block wegen seines markanten Falsetts schwerer als die meisten der New Kids gehabt, sich als Solokünstler zu etablieren. Auf diesem Album sei ihm dies dennoch gelungen. Speziell die schnelleren Titel hebt Erlewine positiv hervor („Even with the extra effort, the urban soul ballads sometimes blend together, but he shines on the uptempo numbers“.) und vergibt vier von fünf Sternen.

## Kommerzieller Erfolg

### Chartplatzierungen
Es erreichte Platz 29 der Billboard 200 und hielt sich 16 Wochen.
| ChartsChartplatzierungen       | Höchstplatzierung | Wochen |
| ------------------------------ | ----------------- | ------ |
| Vereinigte Staaten (Billboard) | 29 (16 Wo.)       | 16     |

### Auszeichnungen für Musikverkäufe
Das Album verkaufte sich allein in den USA über 500 000 Mal und wurde dafür am 7. Juli 1999 mit einer Goldenen Schallplatte der RIAA zertifiziert. 
| Land/Region               | Auszeichnungen für Musikverkäufe (Land/Region, Auszeichnung, Verkäufe) | Verkäufe |
| ------------------------- | ---------------------------------------------------------------------- | -------- |
| Vereinigte Staaten (RIAA) | Gold                                                                   | 500.000  |
| Insgesamt                 | 1× Gold ·                                                              | 500.000  |